# Savas
Savas é uma comuna francesa na região administrativa de Auvérnia-Ródano-Alpes, no departamento de Ardèche. Estende-se por uma área de 12,44 km². Em 2010 a comuna tinha 923 habitantes (densidade: 74,2 hab./km²).